# Karczówka (powiat przysuski)
Karczówka – wieś w Polsce położona w województwie mazowieckim, w powiecie przysuskim, w gminie Rusinów. Ma status sołectwa.
W latach 1975–1998 miejscowość administracyjnie należała do województwa radomskiego.
Wierni Kościoła rzymskokatolickiego należą do parafii Nawiedzenia Najświętszej Maryi Panny w Smogorzowie.